# El triunfo del Día sobre la Noche precedido de la Aurora
El triunfo del Día sobre la Noche precedido de la Aurora (en catalán: El triomf del Dia sobre la Nit precedit de l'Aurora) es un cuadro realizado por el pintor Antonio Caba. Mide 158 cm de alto y 220 cm de ancho, y está pintado al óleo sobre tela. Data de 1882 y se encuentra en el Museo Nacional de Arte de Cataluña, en Barcelona (n.º inv. 200004-000).

## Historia
Antonio Caba (Barcelona, 1838-ibídem, 1907) se formó en la Escuela de Bellas Artes de Barcelona —conocida como Escuela de la Lonja—, donde fue discípulo de Claudio Lorenzale y Pablo Milá Fontanals. Por influencia de estos pintores sus inicios artísticos estuvieron marcados por el romanticismo, con una especial influencia del movimiento nazareno alemán. En 1858 se estableció en Madrid, donde estudió en la Real Academia de San Fernando con Federico de Madrazo. También estudió un tiempo en la École des Beaux-Arts, en París, bajo las directrices de Charles Gleyre, quien le introdujo en la corriente academicista conocida como art pompier. Posteriormente amplió estudios de nuevo en Madrid y en Roma. En 1870 ingresó como profesor auxiliar en la Escuela de la Lonja, donde en 1874 fue nombrado catedrático de colorido y composición, y en 1887 director de la escuela, cargo que mantuvo hasta 1901. En la Exposición Universal de Barcelona de 1888 ganó una medalla de oro. Caba destacó principalmente como retratista, generalmente de personajes de la burguesía y la aristocracia, aunque también practicó la pintura histórica, mitológica y religiosa.
Este cuadro fue concebido como un plafón decorativo para el techo de un salón de la torre de Antonio María Brusi y Mataró, marqués de Brusi, en San Gervasio de Cassolas. Antes de su instalación fue exhibido en la galería de Francesc Vidal, en el pasaje del Crédito de Barcelona. En 1990 fue adquirido por el anticuario Artur Ramon a la hermana del marqués de Brusi. Para entonces hacía tiempo que había sido arrancado del techo de su ubicación original y encolado a una plancha de madera de 5 mm de grueso. Se le habían aplicado algunos retoques y la superficie estaba oscurecida por el tiempo. Fue restaurado por Marçal Barrachina, quien lo limpió ligeramente y aplicó más cola para reenganchar la tela a la madera. En enero de 1992 la obra fue adquirida por el MNAC a la Sala d'Art Artur Ramon. Entonces se le realizó una limpieza, durante la cual se retiraron algunos estucos que se habían añadido al cuadro, así como algunos retoques ilusionistas.

## Descripción

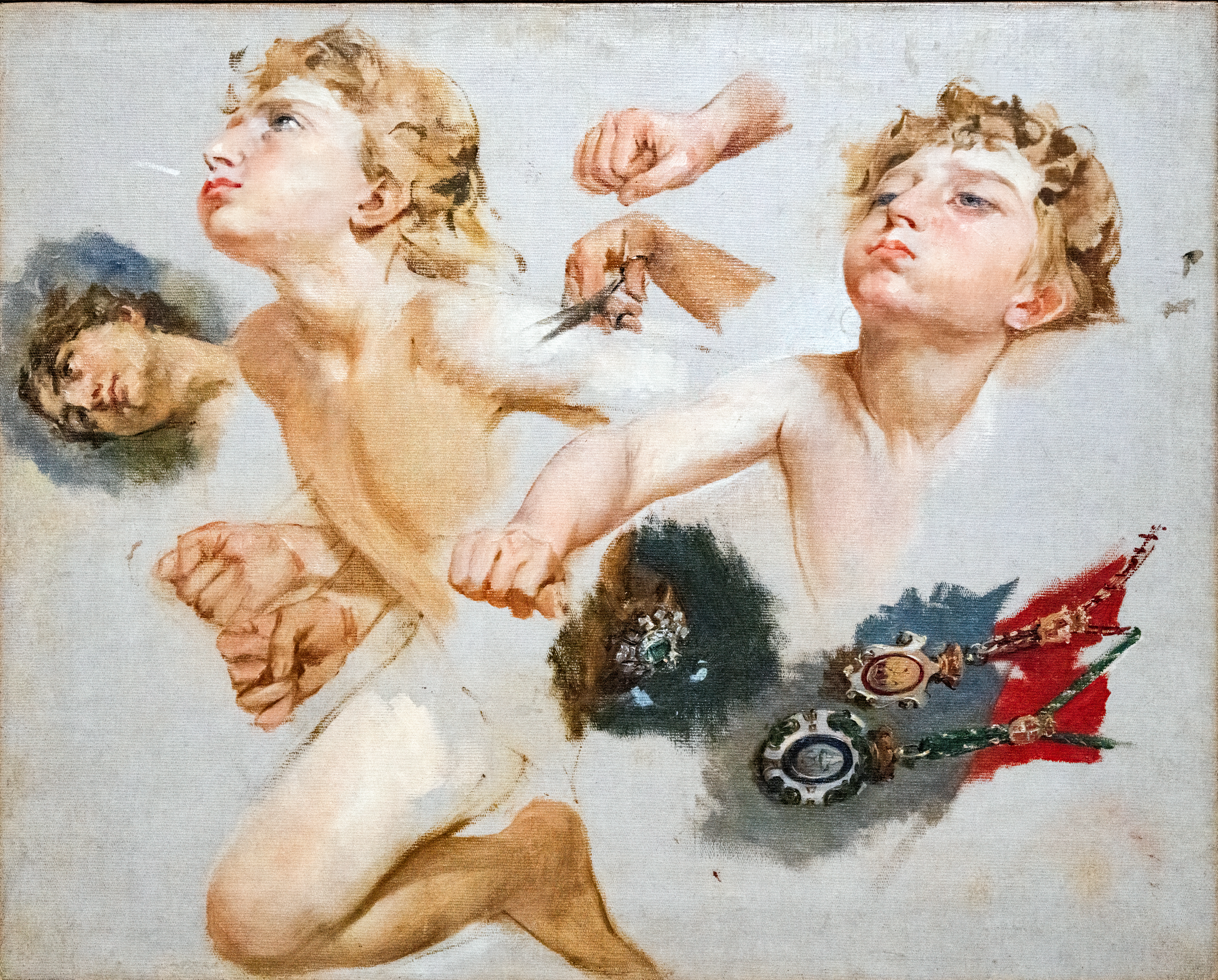
Estudio preparatorio de la figura de Céfiro

Se trata de un óleo sobre tela de forma oval, destinado como plafón decorativo de un techo con estucos en relieve como complemento. Pese a su destino, la perspectiva empleada le permite funcionar también como cuadro de pared. La obra representa una escena mitológico-alegórica, el triunfo del Día sobre la Noche, precedido de la Aurora, la diosa del amanecer. La escena está dividida en dos mitades de forma horizontal: arriba el día, lleno de luminosidad; abajo la noche, inmersa en la oscuridad. En la parte izquierda aparece la Aurora, una joven rubia vestida con delicados velos y llevando un ramo de flores, con los cabellos al viento y girando la cabeza hacia atrás; con la mano derecha va soltando pétalos de rosa al aire. Parece volar y la acción la lleva a desplazarse hacia delante. Bajo esta figura se halla una paloma blanca.
La Aurora parece impulsada por un joven con alas de mariposa que surge de entre las nubes y expulsa aire con la boca; se trata de Céfiro, el dios del viento del oeste, hijo de la Aurora (Eos en la mitología griega). En la parte central del cuadro otro joven con alas de mariposa, también entre nubes, lanza gotas de agua con una concha que sostiene en la mano derecha, mientras que en la izquierda aguanta una botella con este líquido; es el Rocío, el fenómeno meteorológico que suele acompañar el alba.
En la parte derecha aparece el Día, en forma de hombre desnudo envuelto por un velo rojo que le tapa la ingle. En la mano derecha lleva una antorcha de la que se esparce la luz del día. Es un joven bello y despreocupado, de apariencia magnificente y movimiento ágil y elegante, cuya luz se impone a la oscuridad de forma natural, sin violencia, simplemente por la superioridad de su condición de elemento benefactor de la humanidad. A su lado, un murciélago se contrapone a la paloma del lado izquierdo. A los pies del Día se halla un putto tapándose la cara con las manos, como deslumbrado por la luz del alba.
En la parte inferior se halla la Noche envuelta entre tinieblas, una figura femenina ataviada con un velo azul oscuro. Parece caer del cielo y está adormilada, con los ojos cerrados y la cabeza apoyada en una mano. Pese a su connotación un tanto negativa es una joven hermosa, que parece caer en un sopor natural aceptando de buena gana la transición horaria.

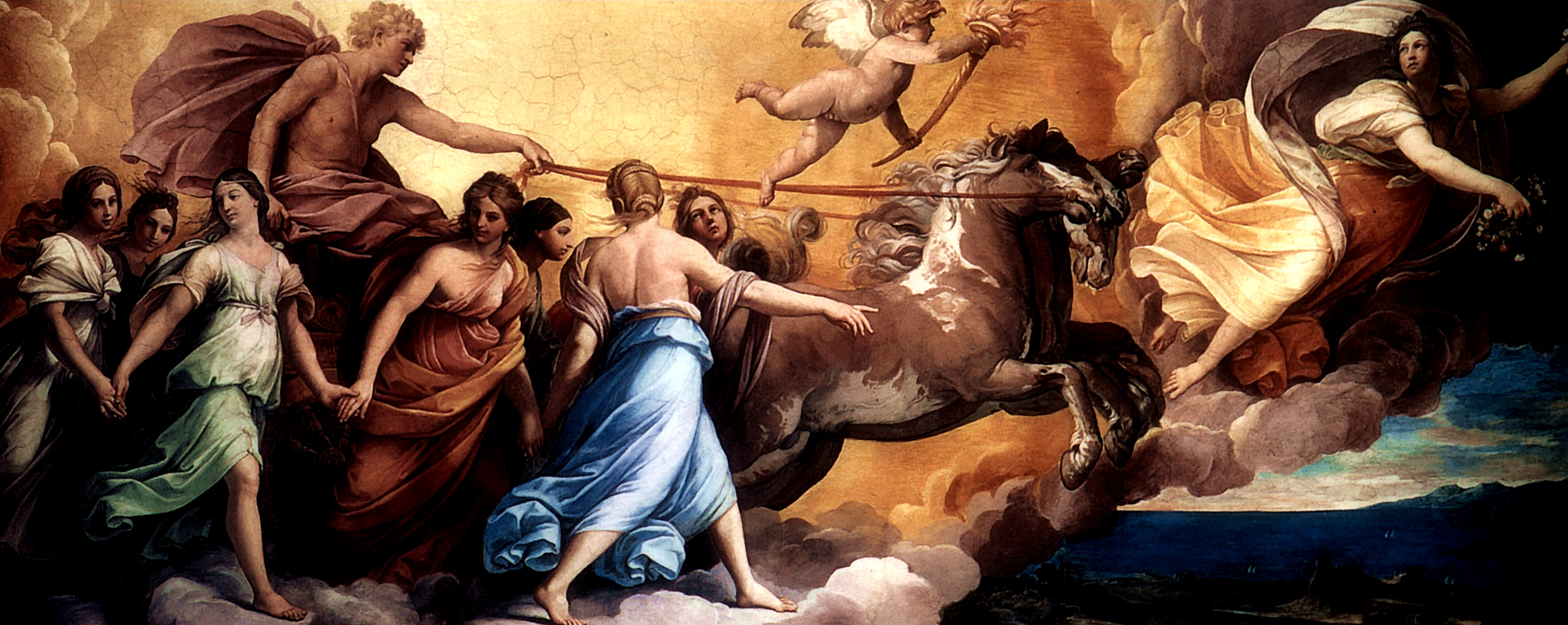
Apolo en su carro precedido por Aurora (1612-1614), de Guido Reni, Palacio Pallavicini-Rospigliosi, Roma. Caba se inspiró en esta obra para la figura de Aurora

En esta obra el autor demuestra un gran conocimiento en composición y cromatismo, no en vano eran sus asignaturas como profesor. La gama de colores y los tonos lumínicos son muy variados, tal como requiere la acción representada, con una sutil transición de tonos cálidos a fríos: en la parte izquierda superior el fondo es color verde ocre, que va pasando al pastel hasta llegar a una franja rosa en la nube superior; este rosa se convierte en violeta hasta desembocar en el azul cielo de la zona central, donde explota el amarillo de la luz diurna; por último, en el costado derecho el azul del cielo es de tono turquesa, más oscuro y frío. La figura del Día destaca por sus carnaciones luminosas en contraste con el rojo del velo, de un tono más rosado en la parte más cercana a la luz. El velo rojo y el cielo azul turquesa son los colores más puros de la tela, el resto son gradaciones. La parte intermedia está dominada por tonos más neutros: ocres, crudos, amarillos y rosados, que se van degradando hacia la parte inferior más oscura, dominada por el azul oscuro, ocre, marrón y negro.
El tema de la obra se engloba en las imágenes sobre el ciclo de las horas que tanto abundaron en el arte medieval y renacentista. El triunfo de la luz sobre las tinieblas siempre ha tenido un fuerte simbolismo tanto en mitología como en religión, es el triunfo del bien sobre el mal, del conocimiento sobre la ignorancia, de la vida sobre la muerte. Antonio Caba, buen conocedor de la fuentes clásicas, se inspiró en obras del mismo tema realizadas preferentemente por artistas barrocos: de Giambattista Tiepolo emuló el Apolo de la sala imperial del palacio episcopal de Würzburg; y de Guido Reni copió la figura de la Aurora que este artista había representado en el Palacio Pallavicini-Rospigliosi de Roma. Por otro lado, Caba también tuvo en cuenta algunas realizaciones de su época, como las figuras de la Aurora, Mediodía, Crepúsculo y Noche que José de Madrazo elaboró en el Casino de la Reina entre 1817 y 1819 (actualmente en el Prado).
El estilo de Caba en esta obra, aunque básicamente academicista, tiene algún deje barroquizante, seguramente debido a los modelos empleados: los drapeados recuerdan la obra de Tiepolo en Würzburg, mientras que las figuras de jóvenes con alas de mariposa parecen inspiradas en unos grabados elaborados por Tiepolo y sus hijos Giandomenico y Lorenzo, que el artista poseía y fueron vendidos por su viuda a la Junta de Museos de Barcelona.
El cuadro está firmado A. Caba/1882 en la parte izquierda.